# ロジャー・キングダム
ロジャー・キングダム（Roger Nona Kingdom、1962年8月26日 ‐ ）はアメリカ合衆国の元陸上競技選手。1984年ロサンゼルスオリンピック、1988年ソウルオリンピックの金メダリストである。ジョージア州ドゥーリー郡ビエナ出身。

## 経歴
キングダムは、110mハードルにおいて、リー・カルホーン（アメリカ）以来、史上2人目となるオリンピック連覇を果たした。特に、ソウルオリンピックの決勝では、2位のコリン・ジャクソン（イギリス）に0.3秒もの大差をつけて圧勝。記録は、オリンピック史上初めて13秒を切る12秒98のオリンピック新記録（当時）であった。
また1989年には、スイスのチューリッヒで行われた競技会で、12秒92の世界新記録（当時）を樹立している。
彼は、1991年にひざの手術を受けるなど、怪我に悩まされていたが、1995年のイェーテボリ世界陸上選手権では13秒19の記録で銅メダルを獲得し、復活を果たした。

## 記録
- 60mH 　7秒37　（1989年3月8日、世界歴代7位）
- 110mH　12秒92　（1989年8月16日、世界歴代8位）

## 主な実績
| 年   | 大会                   | 場所                             | 種目         | 結果 | 記録        |
| ---- | ---------------------- | -------------------------------- | ------------ | ---- | ----------- |
| 1983 | パンアメリカンゲームズ | カラカス(ベネズエラ)             | 110mハードル | 1位  | 13秒20      |
| 1984 | オリンピック           | ロサンゼルス(アメリカ合衆国)     | 110mハードル | 1位  | 13秒20      |
| 1988 | オリンピック           | ソウル(大韓民国)                 | 110mハードル | 1位  | 12秒98      |
| 1989 | 世界室内陸上選手権     | ブダペスト(ハンガリー)           | 60mハードル  | 1位  | 7秒43       |
| 1989 | ユニバーシアード       | デュースブルク(西ドイツ)         | 110mハードル | 1位  | 13秒26      |
| 1989 | IAAF陸上ワールドカップ | バルセロナ(スペイン)             | 110mハードル | 1位  | 12秒87（w） |
| 1995 | パンアメリカンゲームズ | マル・デル・プラタ(アルゼンチン) | 110mハードル | 1位  | 13秒39      |
| 1995 | 世界陸上選手権         | イェーテボリ(スウェーデン)       | 110mハードル | 3位  | 13秒19      |

- wは追い風参考記録